# Naturalny szereg diatoniczny
Naturalny szereg diatoniczny - szereg dźwięków tworzących oktawę. 
Przykładem takiego szeregu są np. kolejne białe klawisze klawiatury muzycznej.